# جمال يلدرم
جمال يلدرم (بالتركية: Cemal Yıldırım)‏ هو فيلسوف تركي، ولد في 1925 في قلب (ديار بكر) ‏ في تركيا، وتوفي في مارس 2009.

## طالع أيضًا
- رواد العلوم